# 2011 en Alberta
Chronologie de l'Alberta
- 2007
- 2008
- 2009
- 2010
- 2011
- 2012
- 2013
- 2014
- 2015

Cette page concerne des événements qui se sont produits durant l'année 2011 dans la province canadienne de l'Alberta.

## Politique

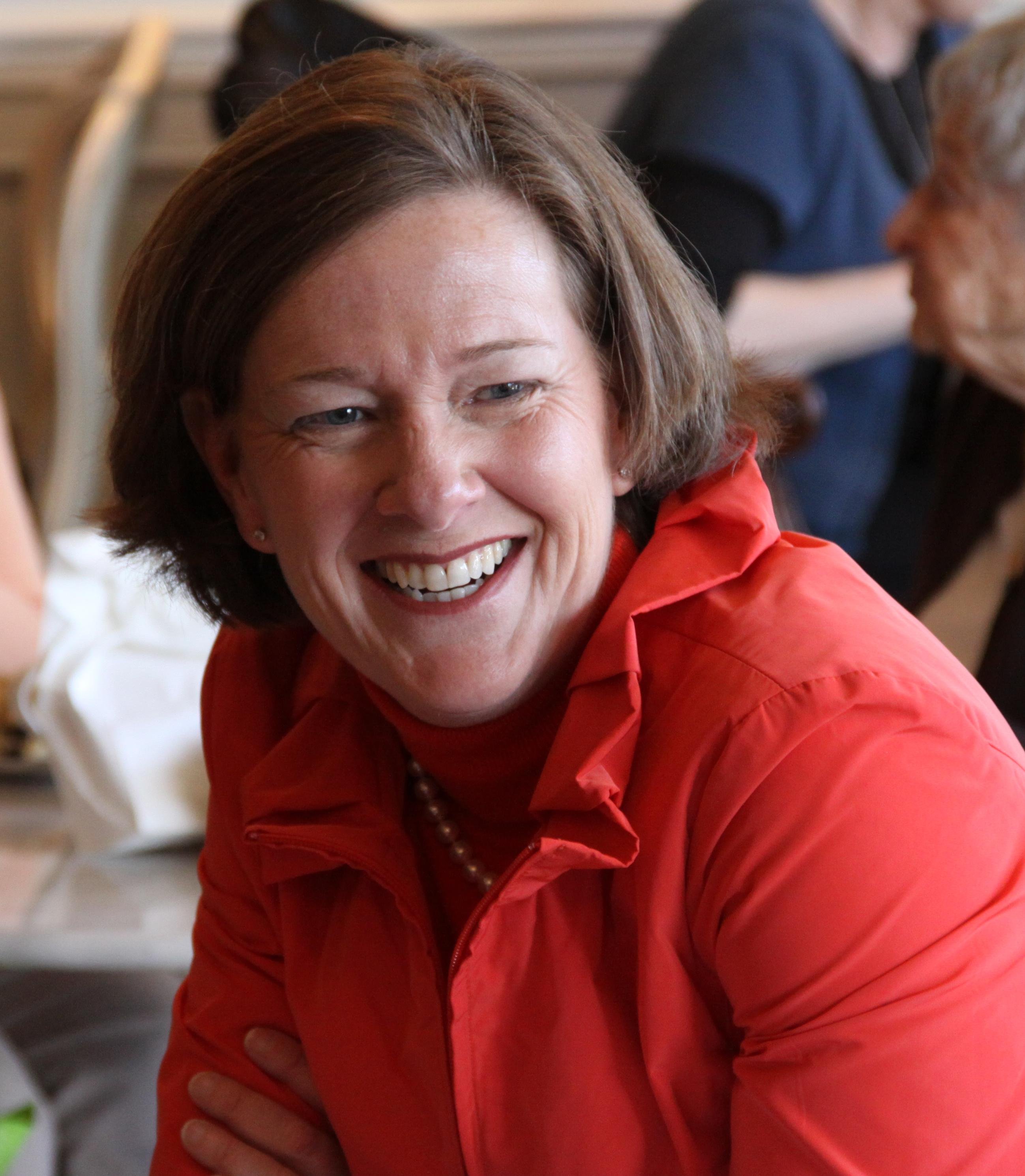
Alison Redford

- Premier ministre : Ed Stelmach puis Alison Redford (Parti progressiste-conservateur)
- Chef de l'Opposition : David Swann puis Raj Sherman (en) (Parti libéral)
- Lieutenant-gouverneur : Donald Ethell (en)
- Législature : 27e (en)

## Contexte
- En 2011 Edmonton comprend une importante minorité francophone comptant autour de 16 000 Franco-Albertains. Près de 60 000 personnes apprennent le français à Edmonton, notamment par l'intermédiaire des classes d'immersion en langue française.

- 60 % des Albertains se déclarent chrétiens[1].

## Événements
- Mise en service :
  - de l' Epcor Tower, immeuble de bureaux de 149.35 mètres de hauteur situé 10423 101st Street NW à Edmonton[2].
  - de l' Athabasca River Bridge, pont de 472 mètres de long, permettant le franchissement de l' Athabasca River par la Highway 63 , à Fort McMurray[3].
- Lundi 24 janvier 2011 : l'ancien député libéral albertain Dave Taylor annonce qu'il va se joindre au Parti albertain, devenant le premier député du parti.
- Mardi 25 janvier : le premier ministre de l'Alberta Ed Stelmach annonce qu'il ne fera pas la course pour être réélu[4].
- Du 15 et 16 mai : des feux violent détruise une grande section de Slave Lake forçant 7,000 résidents d'être évacués[5].
- Vendredi 7 octobre : Alison Redford est assermentée première ministre de l'Alberta, ayant gagné son élection à la chefferie progressiste-conservatrice, devient la première femme première ministre en Alberta, et pour la première fois dans l'histoire canadienne que quatre provinces ou territoires sont simultanément femmes première ministre (jusqu'en septembre 2012)[6].
- jeudi 15 décembre : trois personnes, dont deux membres de l'équipe du Baseball Lethbridge Bulls (en), sont décédées par balles dans un triple meurtre-suicide au nord de Claresholm, la 4e a survécu[7].

## Décès
- 8 mars : Bronko Nagurski Junior (en), joueur de football (Tiger-Cats de Hamilton).
- 12 mars : Bruce Campbell (en), homme politique.
- 29 mars : Neil Reimer (en), ancien chef du Nouveau Parti démocratique de l'Alberta (1962-1968).
- 5 juillet à Edmonton : Malcolm Forsyth, CM, (né le 8 décembre 1936), compositeur et tromboniste canadien d'origine sud africaine. Sa fille est Amanda Forsyth (en), violoncelliste dans l'orchestre du Centre national des Arts.
- 15 août : Rick Rypien (né le 16 mai 1984 à Coleman, dans la province de l'Alberta), joueur professionnel canadien de hockey sur glace. Il joue pendant quatre saisons avec les Pats de Regina de la Ligue de hockey de l'Ouestà partir de 2001-2002 avant de signer avec les Moose du Manitoba de la Ligue américaine de hockey en 2005. Par la suite, il rejoint les Canucks de Vancouver de la Ligue nationale de hockey pour la saison 2005-2006. Il y reste jusqu'à la fin de la saison 2010-2011 et rejoint alors la nouvelle équipe des Jets de Winnipeg. Il n'y jouera cependant jamais puisque le 15 août 2011, il est retrouvé mort à son domicile à l'âge de 27 ans[8].